# Prezidentské volby v Bělorusku 2006

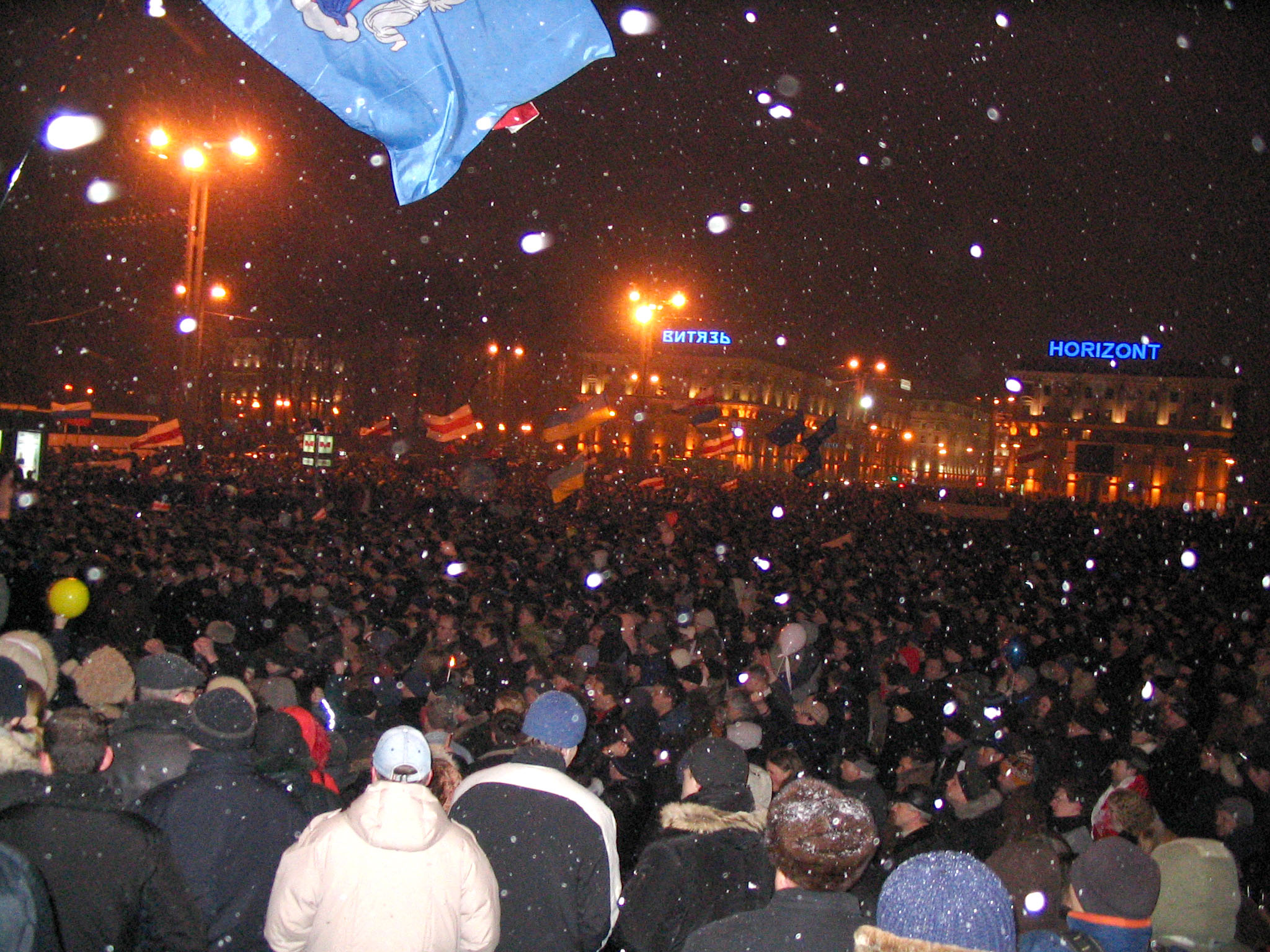
Opoziční demonstrace v Minsku 19. března 2006

Prezidentské volby v Bělorusku v roce 2006 byly třetí volby po získání nezávislosti. Konaly se dne 19. března 2006. V předchozích volbách, které se konaly v roce 1994 a 2001 zvítězil Alexandr Lukašenko. Podle volebního kalendáře skončí volební období teprve na podzim, avšak rozhodnutím běloruského parlamentu byl termín voleb přeložen na dřívější termín. 
Vítězem se stal podle běloruské státní komise dosavadní prezident Alexandr Lukašenko s 82,6 % hlasů. K regulérnosti voleb měla výhrady jak Organizace pro bezpečnost a spolupráci v Evropě, tak např. Spojené státy. Proti výsledkům voleb protestovalo několik tisíc Bělorusů a hlavní opoziční kandidát Milinkevič jejich výsledek neuznal.

## Průběh událostí
Běloruská opozice se během dvoudenního sjezdu opozičních stran nazvaném Kongres demokratických sil usnášela na společném kandidátovi, který by mohl v nadcházejících prezidentské volbách v roce 2006 kandidovat proti současnému prezidentovi Běloruska Alexandru Lukašenkovi. Přes 800 delegátů účastnících se sjezdu za různé opoziční strany či směry se 2. října 2005 dohodlo na jednom kandidátovi. Tímto kandidátem se stal bezpartijní, mírně konzervativní a spíše pravicový intelektuál Aljaksandar Milinkevič.
Volba jarního termínu (19. březen) byla podle komentátorů účelová, aby se tím zkrátila předvolební kampaň a omezily se na minimum manévrovací možnosti opozice.
Lukašenko již přes deset let neumožňuje opozici přístup k médiím. Podle mnohých aktivistů je Lukašenko nyní méně populární, ale vzhledem k tomu, že volby budou nejspíše zmanipulované, bude vítězství možné dosáhnout jen prostřednictvím masových protestů, podobných jaké proběhly za oranžové revoluce na sousední Ukrajině. Lukašenko naopak proklamoval, že nenechá dopustit žádnou destabilizaci země.
O sjezdu opozičních stran referovalo například zpravodajství běloruské televize posměšně a za účasti najatých herců záměrně lživě, jako o pobuřujícím shromáždění sexuálně nevázaných homosexuálů a jejich sympatizantů, kteří projednávali na sjezdu své požadavky pro případ svého vítězství (viz ).

## Kalendárium
- 16. prosince 2005: Dolní komora běloruského parlamentu stanovila datum prezidentských voleb na 19. března 2006
- 27. prosince 2005: Běloruská Ústřední volební komise zaregistrovala osm volebních štábů
- 29. prosince 2005 – 27. ledna 2006: Sbírání podpisů pod kandidatury
- 17. února 2006: registrace čtyř kandidátů, kteří shromáždili více než sto tisíc podpisů
- 17. března 2006: Šéf běloruského KGB hrozil, že každý kdo bude protestovat proti výsledkům voleb, bude považován za teroristu, za což v Bělorusku hrozí i trest smrti.
- 19. března 2006: Volby, ještě večer byly vyhlášeny předběžné výsledky, podle kterých Lukašenko získal 81 % a opozice uspořádala několikatisícovou demonstraci před budovou Paláce republiky v Minsku. Opozice a mezinárodní pozorovatelé, kteří se dostali do Běloruska, označili volby za zmanipulované. V den voleb bylo cca 500 členů volebních štábů Milinkeviče ve vazbě. Ve volebních komisích nebyli žádní zástupci opozice.
- 20. března 2006: Ústřední volební komise zveřejnila oficiální výsledky, podle kterých dostal Lukašenko 82,6 %, Milinkevič 6 %, Hajdukevič 3,5 %, Kazulin 2,3 %, účast 92,6 %. Podle opozice, která se odvolává na výzkum ruské Centrume Jurije Levady, Lukašenko dostal 47 % a Milinkevič 25,6 %.

## Kandidáti
- Alexandr Vajtovič – předseda Běloruské akademie věd, bývalý šéf Rady Běloruské republiky, odstoupil 9. ledna s odůvodněním, že jsou volby nedemokratické a zmanipulované úřady
- Sjarhej Hajdukevič – předseda Liberálně-demokratické strany Běloruska, poslanec, „koncesovaná opozice“ (Lukašenkův spojenec)
- Aljaksandar Kazulin – lídr Sociálně-demokratické strany „Hramada“ a bývalý rektor Běloruské státní univerzity
- Alexandr Lukašenko – dosavadní běloruský prezident
- Aljaksandar Milinkevič – společný kandidát sjednocené opozice Kongres demokratických sil
- Zenon Pazňak – lídr Konzervativní křesťanské strany Běloruské národní fronty, odstoupil 27. ledna
- Sergej Skrebec – bývalý poslanec a podnikatel, odstoupil 26. ledna
- Valerij Fralov – bývalý poslanec a emeritní generál, odstoupil 1. února s tím, že voliči mají dát hlasy A. Kazulinovi.